# (1521) Seinäjoki
(1521) Seinäjoki ist ein Asteroid des Hauptgürtels, der am 22. Oktober 1938 von dem finnischen Astronomen Yrjö Väisälä in Turku entdeckt wurde.
Der Asteroid ist nach der finnischen Stadt Seinäjoki benannt.